# MTV Music 24
MTV Music 24 – stacja telewizyjna o charakterze muzycznym przeznaczona na rynek europejski, należąca do ViacomCBS Domestic Media Networks. Prezentuje głównie muzykę aktualnie popularną, bez przerw reklamowych. Jedynym magazynem muzycznym jest A-List Playlist, nadawany przez całą dobę.
Stacja została uruchomiona 16 grudnia 2005 roku i jest dostępna w wielu krajach europejskich w ramach pakietu MTV Unlimited. Od 3 marca 2020 roku jest dostępna także w polskich sieciach kablowych i satelitarnych, zastępując polski kanał MTV Music.
Jedynym nadawanym programem jest a-list playlist. W odróżnieniu od głównej linii programowej MTV, MTV Music 24 skoncentrowana jest wyłącznie na muzyce. Stacja nie nadaje reklam.
1 czerwca 2021 roku kanał muzyczny MTV Music 24 został zastąpiony na polskim rynku stacją NickMusic.